# Sistema Universitario de Wisconsin
El Sistema Universitario de Wisconsin (en idioma inglés University of Wisconsin System) es una red de universidades públicas del estado de Wisconsin, Estados Unidos. Se fundó en 1971 y tiene aproximadamente 174,000 estudiantes matriculados, y 39,000 docentes y personal alrededor del estado. El sistema de la Universidad de Wisconsin está compuesto por dos universidades de investigación de doctorado, once universidades integrales y trece campus filiales para estudiantes de primer y segundo año. 

## Historia
El actual Sistema de la Universidad de Wisconsin fue creado el 11 de octubre de 1971 por el Capítulo 100 de las Leyes de 1971, que combinó los antiguos sistemas de la Universidad de Wisconsin y las Universidades Estatales de Wisconsin en un sistema ampliado de la Universidad de Wisconsin. Se suponía que la fusión entraría en vigor en 1973; sin embargo, la legislación final no se aprobó hasta mayo de 1974. La fusión entró en vigor el 9 de julio de 1974, combinando dos capítulos de los estatutos de Wisconsin. El antiguo Capítulo 36 (antigua Universidad de Wisconsin) y el Capítulo 37 (antiguas Universidades Estatales de Wisconsin) se fusionaron para crear un nuevo Capítulo 36 (Sistema de la Universidad de Wisconsin).

## Universidades miembro
- Universidad de Wisconsin-Madison
- Universidad de Wisconsin-Milwaukee
- Universidad de Wisconsin-Eau Claire
- Universidad de Wisconsin-Green Bay
- Universidad de Wisconsin-La Crosse
- Universidad de Wisconsin-Oshkosh
- Universidad de Wisconsin-Parkside
- Universidad de Wisconsin-Platteville
- Universidad de Wisconsin-River Falls
- Universidad de Wisconsin-Stevens Point
- Universidad de Wisconsin-Stout
- Universidad de Wisconsin-Superior
- Universidad de Wisconsin-Whitewater